# Gornja Omašnica
Gornja Omašnica (cyr. Горња Омашница) – wieś w Serbii, w okręgu rasińskim, w gminie Trstenik. W 2011 roku liczyła 532 mieszkańców.